# Luesia
Luesia és un municipi d'Aragó situat a la província de Saragossa i enquadrat a la comarca de Las Cinco Villas.
Té relació amb Catalunya, ja que alguns dels seus habitants van emigrar-hi al segle xx, destacant la població de Vilassar de Mar, on hi trobem cognoms provinents d'aquesta població aragonesa com Loire o Alegre. Descendents d'aquests emigrants tornen a la població per festes i vacances, en finques com Tres Manzanas.

## Agermanaments
- Gelós